# El Sacamantecas (libro)
El Sacamantecas, que lleva los subtítulos de «su retrato y sus crímenes» y «narración escrita con arreglo a todos los datos auténticos», es una obra de Ricardo Becerro de Bengoa sobre la figura de Juan Díaz de Garayo, el Sacamantecas, asesino en serie del siglo XIX. Se publicó en forma de folleto en 1881.

## Descripción

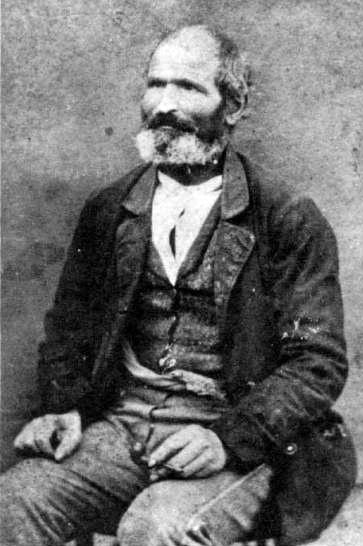
Retrato de Juan Díaz de Garayo, el Sacamantecas

El folleto, de cincuenta y ocho páginas, vio la luz en el Establecimiento Tipográfico de la Viuda é Hijos de Iturbe de Vitoria en 1881. Juan Díaz de Garayo, personaje sobre el que versa el esbozo biográfico, había asesinado en la ciudad alavesa a al menos seis mujeres, a las que luego había mutilado y eviscerado. Había sido ejecutado por garrote vil en el Polvorín Viejo en 1881, meses antes de la publicación del texto de Becerro de Bengoa. Dice este en una nota dirigida al lector al comienzo de la obra:

«Excitada como es natural la pública curiosidad, no sólo de España sino del extranjero, hemos bosquejado rápidamente en este folleto, para satisfacerla, la historia de los crímenes de El Sacamantecas, ateniéndonos estrictamente á los datos más fehacientes y verídicos que se han recogido durante su procesamiento y todos los cuales están rigurosamente comprobados»